# Pétervására (distrikt)
Pétervására är ett distrikt i Ungern. Det ligger i provinsen Heves, i den norra delen av landet, 100 km nordost om huvudstaden Budapest.